# Teresa Duclós
María Teresa Duclós López (Sevilla, 18 de marzo de 1934) es una pintora española de la escuela realista andaluza del siglo XX especializada en bodegones y paisajes, y promotora de proyectos culturales de referencia como la galería La Pasarela, que fundó en 1965. Recibió la Medalla de Oro de la ciudad de Sevilla en 2022.

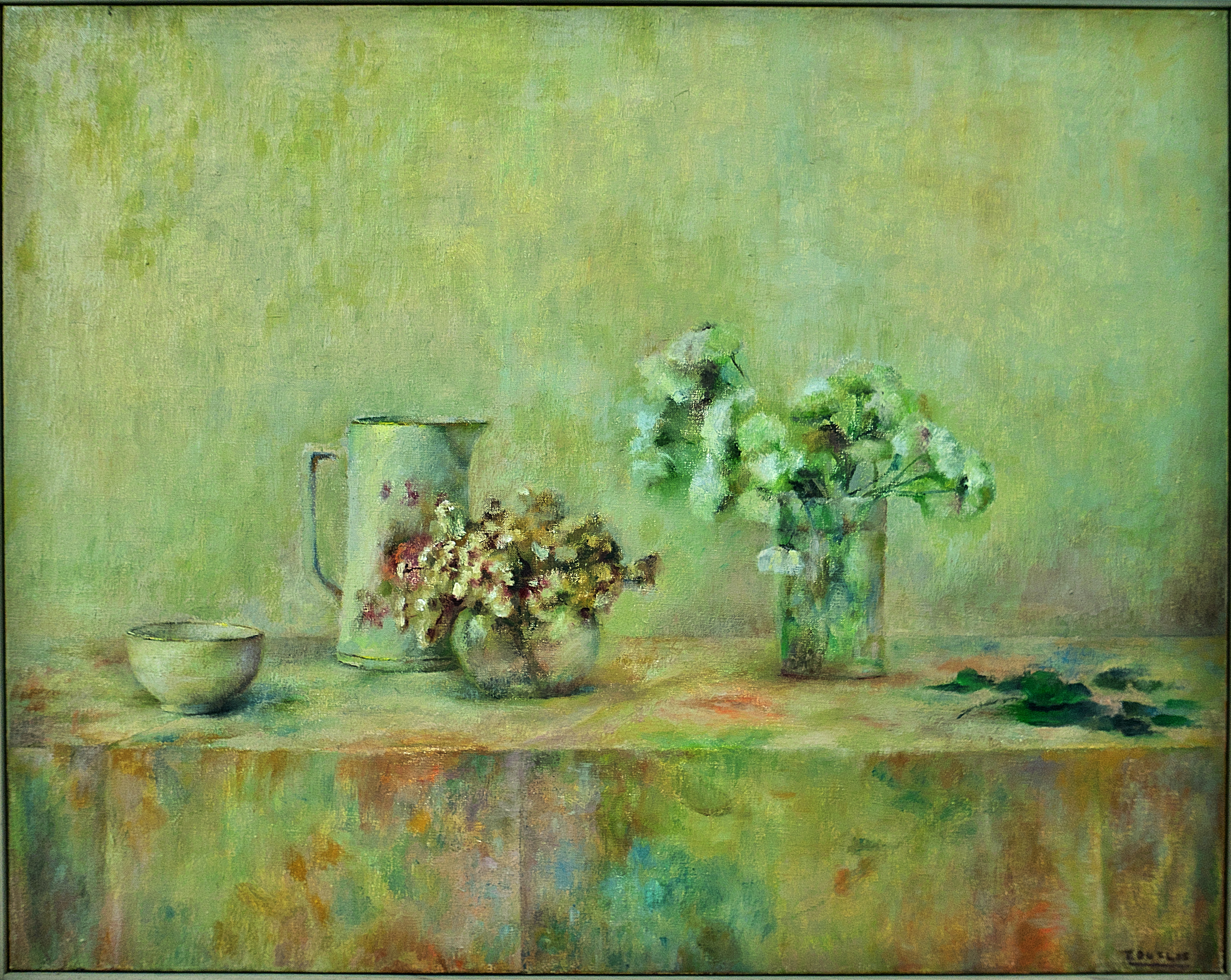
Bodegón

## Biografía y obra
Teresa Duclós López nació en 1934 en la llamada Casa Duclós, una vivienda del barrio de Nervión, en Sevilla.  Hija de María Benita "Niquis" López Sert, Marquesa Hija de Lamadrid (siendo la mayor, no heredó el título por ser mujer) y Francisco Duclós Pérez, quienes habían contraído matrimonio en 1930 en Comillas, Santander.
En 1949 inició sus estudios en la Escuela de Artes y Oficios de la capital andaluza. Entre 1955 y 1963 coincidió con otros pintores de su generación, entre ellos Carmen Laffón, Luis Gordillo, Paco Cortijo y Jaime Burguillos, en la Escuela Superior de Bellas Artes de Santa Isabel de Hungría de Sevilla, donde obtuvo la Beca de paisaje para Granada.  
En 1964 consiguió el Primer Premio de Grabado de la Exposición de la Dirección General de Bellas Artes de Sevilla. Al año siguiente, en 1965, fundó la galería La Pasarela junto a Carmen Laffón, Pepe Soto y Enrique Roldán, siendo el primero de sus proyectos culturales de referencia. En La Pasarela inauguró su primera muestra individual. En 1967 presentó su obra en el centro de enseñanza "El Taller". También fue profesora de dibujo en los Institutos de Enseñanza Media "Nuestra Señora de Valme", en la localidad de Dos Hermanas, y el "Martínez Montañés", de Sevilla capital.
La Obra Social de la Caja San Fernando (desde 2015, Fundación Cajasol) compró en 2001 una parte importante de obras de su estudio.  Su obra se expone en la Fundación Luis Cernuda de Sevilla, el Museo de Arte Moderno y Contemporáneo Daniel Vázquez Díaz de Nerva (Huelva), la Colección Caja San Fernando, el Museo de Arte Contemporáneo de Cáceres y las colecciones del Banco de España y el de Santander. En 2021 Centro Andaluz de Arte Contemporáneo le dedica una gran retrospectiva.
Jardines, patios interiores de casas, paisajes y, sobre todo, bodegones son su temática preferida.

Puede que inconscientemente repita los lugares en los que fui feliz. Vemos así que el tiempo llega a desaparecer en estos cuadros...
Teresa Duclós

Del 18 de marzo al 29 de agosto de 2021 se expuso parte de su obra en el Centro Andaluz de Arte Contemporáneo de Sevilla con una exposición dedicada exclusivamente a la artista y que llevó por título "Fragmentos de mundos".
El 30 de mayo del 2022 recibió la Medalla de Oro de la ciudad de Sevilla a la trayectoria en el fomento de la cultura y del arte y su contribución al nombre de la capital andaluza.

## Exposiciones más importantes
- Galería La Pasarela Sevilla 1967
- Galería Caledonia Bilbao 1976
- Galería Biosca Madrid 1982[14]
- Salas del Monte de Piedad y Caja de Ahorros de Sevilla. 1988
- Galería Leandro Navarro 1996
- Caja San Fernando 2001[15]
- Galería Leandro Navarro Madrid 2009
- Galería Rafael Ortiz Sevilla 2011
- Centro Andaluz de Arte Contemporáneo Sevilla 2021